# Claes Råhlén

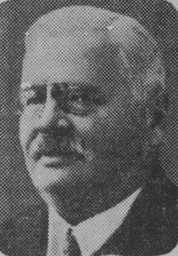
Claes Råhlén

Claes Råhlén, född 1858 i Mosjö, Örebro län, död 1941 i Örebro, var en svensk arkitekt och byggmästare.
Råhlén var huvudsakligen verksam i Örebro och ritade bland annat fastigheterna för Riksbanken och Tekniska skolan i Örebro. Han var huvudansvarig för restaureringsarbetena som utfördes på Örebro slott 1897–1901. Han var även delaktig i arbeten med Odd Fellows hus och Örebro teater. Vid sidan av sitt arbete var han under flera år kommunalpolitiker och kyrkvärd i Almby kyrka samt ordförande i Byggmästareföreningen.